# Timothy Beck
Timothy Beck (Países Bajos, 2 de enero de 1977) es un atleta neerlandés, especialista en la prueba de 4 x 100 m, en la que ha logrado ser medallista de bronce mundial en 2003.

## Carrera deportiva
En el Mundial de París 2003 ganó la medalla de bronce en los relevos 4 x 100 metros, con un tiempo de 38.87 segundos, tras Estados Unidos (oro) y Brasil (plata), siendo sus compañeros de equipo: Troy Douglas, Patrick van Balkom y Caimin Douglas.